# Кочергин, Фёдор Васильевич
Фёдор Васи́льевич Кочерги́н   (8 июня 1920 года - 1 ноября 1997 года) —гвардии младший сержант Красной армии, участник Великой Отечественной войны, Герой Советского Союза (24.03.1945 года). Член ВКП(б)  с 1945 г.

## Биография
Фёдор Васильевич Кочергин родился 8 июня 1920 года в деревне Селезниха (ныне — Пугачёвский район Саратовской области) в семье крестьянина.  Окончил 5 классов средней школы, чтобы помогать семье  пошёл работать в  колхоз. По комсомольскому призыву поступил в «Тракторуч» (Профессионально-техническая школа в  городе Пугачёве), после окончания которой работал комбайнером в колхозе «Красный север».
В июне  1941 года Фёдор Кочергин Пугачёвским военным комиссариатом Саратовской области был призван на службу в РККА  .  С того же времени — на фронтах Великой Отечественной войны.
Сражался на Волховском и Ленинградском фронтах.
Летом 1944 года гвардии младший сержант Фёдор Кочергин  воевал  в  должности командира отделения разведки управления  1-го дивизиона  506-го Новгородского  миномётного полка Резерва Главного Командования (РГК)  в составе 23-й армии Ленинградского фронта.
Исключительные образцы мужества и героизма  Фёдор Кочергин проявил во время продолжения Выборгской наступательной операции против войск финской армии  на Карельском перешейке в боях на реке Вуоксе (Сражение на Вуоксе).
5.7.44 г.  во время боёв за сильно укреплённую высоту 44.5. финского плацдарма на правом берегу реки, находясь в боевых порядках стрелковых подразделений, он выдвинулся непосредственно к переднему краю обороны противника, под непрерывным пулемётным огнём обнаружил 5 станковых пулемётов, миномётную батарею и 2 орудия прямой наводки,  передал координаты, огневые средства противника были подавлены и частично уничтожены, в результате чего стрелковые подразделения с меньшими потерями овладели важным опорным пунктом финнов и вышли к берегу реки Вуоксы.
7.7.1944 года  плацдарм противника на правом берегу реки был ликвидирован,  9.7 1944 г. части 23-й армии продолжили наступление, форсировав Вуоксу и захватив  плацдарм на её левом берегу.
В наградном листе Кочергина на представление к званию Героя Советского Союза, подписанном  командиром 506 Новгородского миномётного полка, написано:

9.7.44 года в боях по форсированию реки Вуокси и создание плацдарма на северо- восточном берегу реки, он с группой разведчиков первым форсировал реку. При форсировании лодка была разбита минометным и пулеметным огнём противника, но несмотря на это он с оружием и сигнальным пистолетом ... поплыл к берегу, где завязал бой с финской пехотой и несмотря на одиночество огнем из автомата и ручными гранатами уничтожил 21 солдата и офицеров противника.  При дальнейшей попытке финнов захватить храбреца в плен, он с помощью сигнальной ракеты вызвал огонь дивизиона на себя,  в результате пр-к понес большие потери... и откатывался назад. 4 раза финны пытались атаковать гв. мл. сержанта Кочергина, но он показывая образцы героизма, умело корректируя огнем дивизиона, ведя прицельный автоматный огонь и забрасывая противника гранатами неизменно отбивался от пр - ка с большими потерями до подхода наших подкреплений. 10.7.44 г. усиленный батальон финской пехоты при поддержке минометов и авиации перешел в контр.атаку с целью сбросить наши части в реку…, гв. мл. сержант Кочергин вместе с группой своих разведчиков  умело корректируя огнем минометов,... выдвинулся вперед и смело вступил в бой с финской пехотой и в течение целого  часа автоматным огнем отбивал контратаку крупных сил пехоты пр-ка. При этом было уничтожено до 25 солдат и офицеров пр-ка. 12.7.44 года... на северо-восточном берегу реки Вуокси под пулеметным и снайперским огнем пр-ка... выдвинулся вперед нашей пехоты, умело разведал... и передал координаты 1/ 120 мм минометной батареи, 2-х орудий ПТО, 4-х станковых пулеметов в результате чего эти огневые точки были уничтожены минометным огнем и наши стрелковые подразделения получили возможность с меньшими потерями продвинуться вперед. Достоин присвоения звания Героя Советского Союза.
Указом Президиума Верховного Совета СССР от 24 марта 1945 годагвардии младший сержант Кочергин за подвиги, совершенные в боях на реке Вуоксе, был удостоен звания Героя Советского Союза с вручением ордена Ленина  и медали «Золотая Звезда» за номером 7451.
Продолжая воевать уже  в звании гвардии старшего сержанта в должности командира отделения разведки  2-й батареи 506 Новгородского миномётного полка 38-й миномётной бригады 2-го артиллерийского корпуса прорыва  Резерва Главного Командования проявлял мужество и отвагу в боевых действиях  на  Третьем Украинском фронте  при освобождении  Австрии  в боях за города Санкт-Пёльтен, Вильгельмсбург, Эшенау.
Во время боёв за город Санкт-Пельтен 14.04.1945 г., находясь на наблюдательном пункте в боевых порядках пехоты, под сильным пулемётным огнём противника умело корректировал огонь батареи, в результате было уничтожено 2 станковых пулемёта, 1 орудие  ПТО и до 20 солдат противника, это дало возможность стрелковой роте с малыми потерями продвинуться вперёд
19.04 1945 г. в районе Эшенау под пулемётным огнём противника, рискуя своей жизнью, вытащил с нейтральной полосы двух раненых красноармейцев и одного офицера, оказав им медицинскую помощь.
За подвиги, совершенные в этих  боях,  награжден орденом Отечественной войны II степени.
24 июня 1945 года стал участником парада Победы на Красной Площади в Москве.
В мае 1946 года Кочергин был демобилизован. Проживал в городе Пугачёве Саратовской области.
Война не отпускала его, он болел, сказывались последствия тяжёлой контузии, получение которой он скрывал, продолжая воевать.
Умер Ф.В. Кочергин 1 ноября 1997 года.
Похоронен на кладбище города Пугачёва

## Награды
- Медаль «Золотая Звезда»
- Орден Ленина
- Орден Отечественной войны I степени (11.03.1985 г.)
- Орден Отечественной войны II степени (02.06.1945 г.)
- Медаль «За оборону Ленинграда» [12].
- Медаль «За победу над Германией в Великой Отечественной войне 1941—1945 гг.»

## Память
- 9 мая 1984 года в городе Пугачёве была открыта аллея Героев Советского Союза, на которой установлен бюст Ф. В. Кочергина [13]
- Мемориальная доска, посвящённая Ф.В. Кочергину, установлена по адресу г. Пугачёв, ул. Коммунистическая, д. 100[14].
- Мемориальный зал памяти «Прадеды, деды – солдаты Победы» в Пугачевском краеведческом музее им. К.И. Журавлева» (Саратовская область)[14][15].
- В Зале Славы Музея Победы - Центрального музея Великой Отечественной войны на пилонах увековечены имена почти 12 тысяч Героев Советского Союза и Героев России, награжденных за подвиги в годы Великой Отечественной войны [16].